# Lee Naylor (Leichtathletin)
Lee Michelle Naylor OAM (* 26. Januar 1971 in Shepparton) ist eine ehemalige australische Leichtathletin, die sich auf den 400-Meter-Lauf spezialisiert hatte und international vor allem als Staffelläuferin erfolgreich war.
Bei den Leichtathletik-Weltmeisterschaften 1995 in Göteborg gewann sie in der 4-mal-400-Meter-Staffel gemeinsam mit Renée Poetschka, Melinda Gainsford-Taylor und Cathy Freeman die Bronzemedaille hinter den Mannschaften der Vereinigten Staaten und Russlands. Außerdem gelang ihr bei den Commonwealth Games 1998 in Kuala Lumpur zusammen mit Susan Andrews, Tamsyn Lewis und Tania van Heer der Titelgewinn in der Staffel. Bei den Leichtathletik-Weltmeisterschaften 1999 in Sevilla kam sie mit der Staffel auf Platz sechs.
Darüber hinaus nahm Naylor zweimal an Olympischen Spielen teil. 1996 in Atlanta und 2000 in Sydney erreichte sie im 400-Meter-Lauf jeweils die Viertelfinalrunde. Mit der Staffel scheiterte sie 1996 in der Vorrunde, 2000 kam sie nicht zum Einsatz.
Lee Naylor ist 1,66 m groß und hatte ein Wettkampfgewicht von 58 kg. An der Universität Melbourne promovierte sie in Neurochemie.
Für ihre Verdienste um den Sport wurde sie 2022 mit der Medaille des Order of Australia ausgezeichnet.

## Bestleistungen
- 400 m: 51,35 s, 9. Mai 1998, Osaka